# Sender Neunkirchen (Saar)-Kuchenberg
Der Sender Neunkirchen (Saar)-Kuchenberg ist eine Sendeanlage der Deutschen Funkturm GmbH zur Ausstrahlung von Hörfunksignalen. Er befindet sich auf dem Kuchenberg nordöstlich der Stadt Neunkirchen (Saar). Als Antennenträger kommt ein freistehender Betonturm zum Einsatz.
Der Sender versorgt hauptsächlich die Stadt Neunkirchen (Saar) und die umliegenden Gebiete.

## Frequenzen und Programme

### Analoger Hörfunk (UKW)
| Frequenz (MHz) | Programm                | RDS PS   | RDS PI | Regionalisierung | ERP (kW) | Antennendiagramm rund (ND)/gerichtet (D) | Polarisation horizontal (H)/vertikal (V) |
| -------------- | ----------------------- | -------- | ------ | ---------------- | -------- | ---------------------------------------- | ---------------------------------------- |
| 105,0          | Deutschlandradio Kultur | DKULTUR_ | D220   | –                | 5        | ND                                       | H                                        |

### Analoges Fernsehen (PAL)
Vor der Umstellung auf DVB-T liefen hier die folgenden analogen TV-Sender:
| Kanal | Frequenz (MHz) | Programm              | ERP (kW) | Antennendiagramm rund (ND)/ gerichtet (D) | Polarisation horizontal (H)/ vertikal (V) |
| ----- | -------------- | --------------------- | -------- | ----------------------------------------- | ----------------------------------------- |
| 27    | 519,25         | VOX                   | 0,04     | ND                                        | H                                         |
| 29    | 535,25         | ZDF                   | 0,04     | ND                                        | H                                         |
| 36    | 591,25         | Saar TV (davor Sat.1) | 0,04     | ND                                        | H                                         |
| 59    | 775,25         | SR Fernsehen          | 0,04     | ND                                        | H                                         |